# Olonecki jezik
Olonecki jezik /po nazivu grada Olonec (rus. Олонец; karel. Anus; Finn. Aunus /(olonecki-karelski, aunus, lívõnkél, livvikovian, olonets, olonetsian, livvi-karelian, livvi, livvikovskij jazyk; ISO 639-3: olo), finski jezik kojim govori 14 100 ljudi u Ruskoj Federaciji (2000 WCD; 65 000 etničkih) i 5 170 u Finskoj (2000; 140 000 etničkih). 
Na području Rusije služe se i ruskim [rus], a u Finskoj i finskim [fin]. U Rusiji se uči u osnovnim školama. Sličan je ali različit je od karelskog [krl] i ludijskog [lud].

## Vanjske poveznice
- Ethnologue (14th)
- Ethnologue (15th)